# Francesca Piccinini
Francesca Piccinini (Massa, 10 de janeiro de 1979) ou simplesmente Piccinini é um jogadora de voleibol italiana. Joga da posição de ponteira, consagrou-se campeã mundial em 2002 e jogou quatro Olimpíadas defendendo a Itália: Sydney 2000, Atenas 2004, Pequim 2008 e Londres 2012.
Com 1,85 m de altura, Francesca é capaz de atingir 3,05 cm no ataque e 2,80 cm no bloqueio.